# Exupère de Bayeux
Pour les articles homonymes, voir Exupère et Spire.
Exupère de Bayeux (en latin : Exuperius) ou saint Spire, fut le premier évêque de Bayeux. Il est fêté par l'Église catholique le 1er août .  

## Hagiographie
La vie d'Exupère de Bayeux est peu connue. Selon la légende, il serait né à Rome dans une famille riche et noble et aurait été envoyé en mission d'évangélisation dans le Bessin par le pape Clément Ier dès le Ier siècle. Il aurait combattu les Idolâtres qui tenaient leur culte dans la forêt couvrant le mont Phaunus, à l'ouest de Bayeux. Parmi les miracles attribués à Exupère de Bayeux, il aurait délivré du mal sept démoniaques par la prière, ce qui aurait provoqué de nombreuses conversions au christianisme, dont celle de Regnobert, son futur successeur. Exupère aurait alors joui d'une réputation importante de guérisseur miraculeux dans le Bessin, attirant de nombreuses personnes dans sa chapelle bayeusaine. Il aurait à nouveau délivré sept démoniaques du mal, entraînant une nouvelle vague de conversions, dont celle de saint Zénon de Bayeux, qu'il éleva au rang d'archidiacre.
Dans ses Études sur les origines de l'évêché de Bayeux, Jules Lair dément les connaissances légendaires sur la vie d'Exupère de Bayeux basées sur des écrits postérieurs et peu fiables, dont la fausse Vie de saint Regnobert, deuxième évêque de Bayeux. Jules Lair situe l'existence d'Exupère aux alentours de 340.  

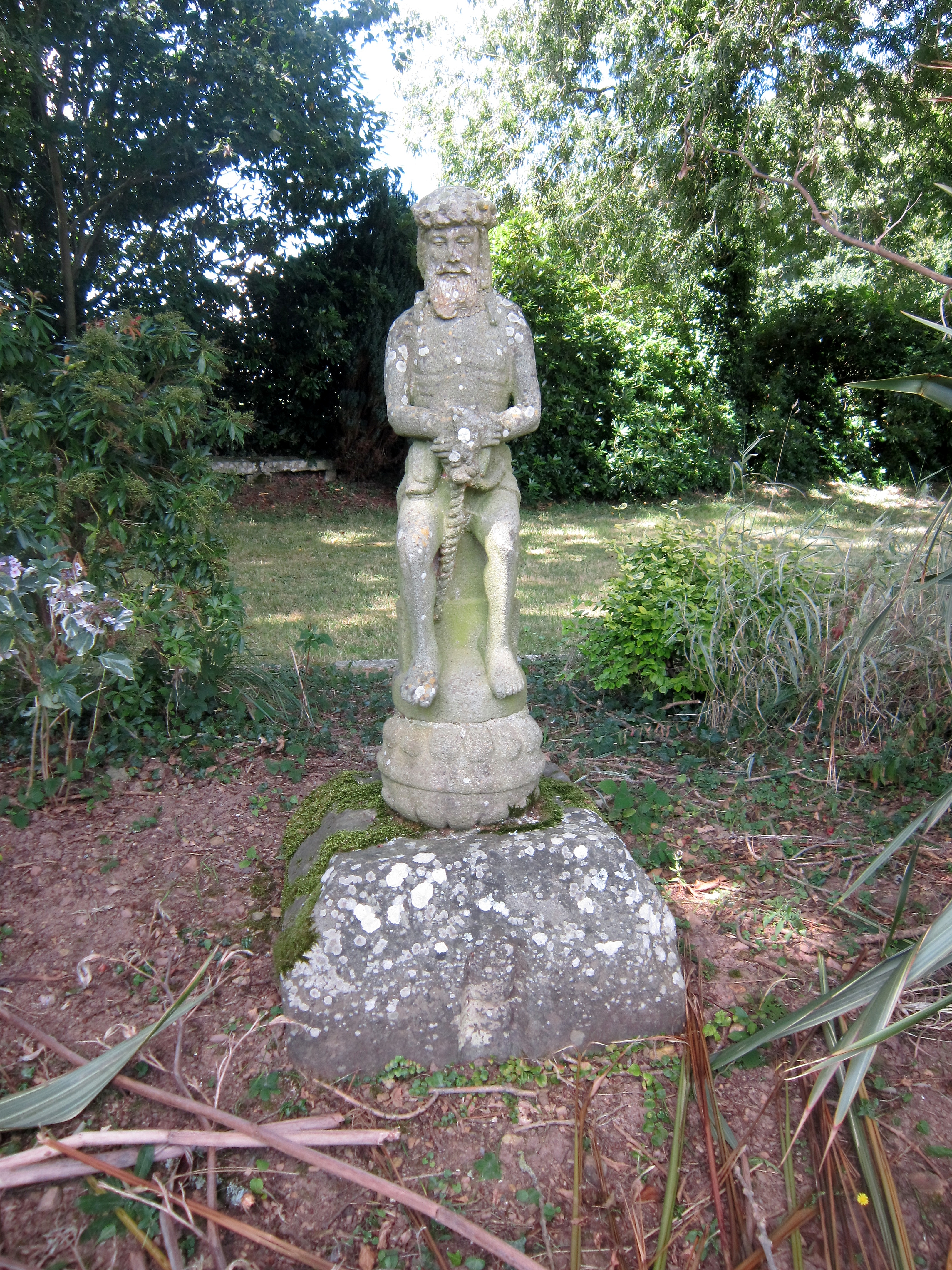
Statue du saint dans l'enclos de la chapelle Saint-Exupère à Dinéault.

Comme beaucoup d'évêques des premiers temps de l'évêché de Bayeux, Exupère fut d'abord inhumé en l'église Saint-Exupère de Bayeux (l'édifice actuel fut reconstruit au XIXe siècle au même endroit que l'ancienne, en ruine). Avec les invasions normandes du IXe siècle, ses reliques furent transportées de Bayeux au château de Palluau, puis en la collégiale Saint-Spire de Corbeil par le comte Haymon au Xe siècle. Vers 1454, le roi Charles VII fit prélever sur les reliques conservées à Corbeil une relique destinée à enrichir le trésor de la Sainte-Chapelle. Celles conservées à Corbeil seront jetées à la Seine par les révolutionnaires en 1793. Un plat en argent dit missorium datant probablement de la fin du IVe siècle, trouvé en 1729 en Angleterre et aujourd'hui disparu indiquait l'inscription « Exuperius episcopus Ecclesiae Bogiensi dedit ». Il est peut-être parvenu en Angleterre à la suite du pillage de la cathédrale de Bayeux en 1106 par Henri Ier Beauclerc.
Une église lui est dédiée à Bayeux ainsi qu'une paroisse dans le Bessin (Paroisse Saint-Exupère en Bessin).
Saint chrétien, il est célébré le 1er août,.
Il est honoré en Bretagne, particulièrement à Dinéault (Finistère) sous les noms de saint Dispar (sant Dispar en breton) ou saint Ispar (sant Ispar en breton), ainsi qu'à Saint-Thois, également dans le Finistère.